# 肌層

胃腸壁整體結構，上皮黏膜黏膜下層環肌縱肌漿膜外膜。具體:Meissner's神经丛Auerbach's神经丛。器官:食道胃腸道

肌层（肌皮、肌纤维、固有肌层、外肌层）是脊椎动物体内许多器官中与粘膜下层相邻的肌肉区域。它负责肠道运动，例如蠕动。也可以使用拉丁语 tunica muscularis。

## 结构
它通常有两层平滑肌：
- 内部的“環狀”
- 外部的“纵向”

然而，这种模式也有一些例外情況。
- 胃里有三层肌肉层。胃包含一个额外的斜肌层，位于环形肌层的内部。
- 在食管上段，外部的一部分是骨骼肌，而不是平滑肌。
- 精索的输精管有内纵、中环、外纵三层。
- 在输尿管中，平滑肌的方向与胃肠道的相反。有内纵向层和外环层。

外肌层的内层在胃肠道的两个位置形成括约肌：
- 在胃的幽门中，它形成幽门括约肌。
- 在肛管中，它形成肛门内括约肌。

在结肠中，外部纵向平滑肌层的纤维被收集成三个纵向带，即結腸帶。
最厚的肌层位于胃中（三层），因此胃中发生最大的蠕动。消化道中最薄的肌层位于直肠，在那里发生最小的蠕动。

## 功能
肌层负责消化道的蠕动运动和节段收缩。奥尔巴赫神经丛（肌间神经丛）位于纵肌层和环肌层之间，它启动肌肉收缩以启动蠕动。